# Tomaž Sevšek
Tomaž Sevšek, slovenski orglavec in čembalist, * 19. oktober 1978, Slovenj Gradec.
Sevšek je s študijem orgel začel na Visoki šoli za glasbo v Freiburgu (Nemčija) pri Zsigmondu Szathmaryju, obenem pa je študiral tudi čembalo pri prof. Robertu Hillu. Med študijem se je leta 2001/02 v okviru izmenjave dodatno izobraževal na Eastman School of Music v Rochestru (ZDA), kjer je orgle študiral pri Davidu Higgsu, čembalo pa pri Arthurju Haasu. Leta 2003 je v Freiburgu zaljučil podiplomski študij orgel in diplomiral iz čembala. Uspešno koncertira doma in v tujini (Nemčija, Avstrija, Italija, ZDA). Redno nastopa z orkestrom Slovenske filharmonije, npr. kot solist na turneji po Rusiji (Sankt Peterburg, Moskva), s Komornim godalnim orkestrom Slovenske filharmonije pa sodeluje tudi kot čembalist. Je soustanovitelj komorne skupine za staro glasbo musica cubicularis.
Tomaž Sevšek je trikratni prejemnik prve nagrade ne Državnih tekmovanjih mladih glasbenikov in prejemnik druge nagrade na Evropskem tekmovanju mladih orglavcev leta 1998 v Ljubljani. Leta 2002 je zmagal na severnoameriškem izbornem tekmovanju za Calgary International Organ Competition, leta 2003 pa bil finalist Mendelssohnovega tekmovanja v Berlinu.
Poglobljeno se posveča izjemno širokemu spektru orgelske in komorne glasbe od pozne renesanse do glasbene avantgarde 21. stoletja.
Tomaž Sevšek je bil predsednik Slovenskega orgelskega društva, organist in čembalist Slovenske filharmonije ter od 2005 do 2008 sekretar komisije TEMSIG (Tekmovanja mladih slovenskih glasbenikov).